# Tadeusz Kosarewicz
Tadeusz Kosarewicz (ur. 9 października 1933 w Łukowcu, zm. 24 listopada 2014 we Wrocławiu) – polski scenograf filmowy. 

## Życiorys
Absolwent Wydziału Budownictwa Politechniki Wrocławskiej. W latach 1960–1966 kierownik Wydziału Budowy Dekoracji Wytwórni Filmów Fabularnych we Wrocławiu. Dwukrotny laureat Nagrody za scenografię na Festiwalu Polskich Filmów Fabularnych (ponadto Nagroda za kształt plastyczny filmu) i laureat Polskiej Nagrody Filmowej, Orzeł w kategorii najlepsza scenografia (ponadto dwukrotnie nominowany w tej kategorii). W 2012 roku otrzymał nagrodę Stowarzyszenia Filmowców Polskich za całokształt osiągnięć artystycznych.

## Filmografia
- Jutro Meksyk (1965)
- Droga (1973) – serial
- Wielka miłość Balzaka (1973) – serial
- Ziemia obiecana (1974)
- Nie ma mocnych (1974)
- Kochaj albo rzuć (1977)
- Kung-fu (1979)
- Strachy (1979) – serial
- Wielki Szu (1982)
- Yesterday (1984)
- Pociąg do Hollywood (1987)
- Na srebrnym globie (1987)
- Ostatni prom (1989)
- Konsul (1989)
- Seszele (1990)
- Jańcio wodnik (1993)
- Cudowne miejsce (1994)
- Farba (1997)
- Zemsta (2002)
- Fala zbrodni (2003-2008) – serial
- Mała Moskwa (2008)

## Nagrody i nominacje
- 1975 – Nagroda za scenografię do filmu Ziemia obiecana na Festiwalu Polskich Filmów Fabularnych w Gdańsku
- 1976 – Nagroda za scenografię do filmu Ziemia obiecana na Międzynarodowym Festiwalu Filmowym "FEST" w Belgradzie
- 1994 – Nagroda za scenografię do filmu Cudowne miejsce na Festiwalu Polskich Filmów Fabularnych w Gdyni
- 1994 – Nagroda za kształt plastyczny filmu Cudowne miejsce na Festiwalu Polskich Filmów Fabularnych w Gdyni
- 1999 – nominacja do Polskiej Nagrody Filmowej, Orzeł za scenografię do filmu Farba
- 2003 – nominacja do Polskiej Nagrody Filmowej, Orzeł za scenografię do filmu Zemsta
- 2009 – Polska Nagroda Filmowa, Orzeł za scenografię do filmu Mała Moskwa

## Upamiętnienie
- W 2023 r. odsłonięto tablicę pamiątkową z portretem Tadeusza Kosarewicza na budynku Centrum Technologii Audiowizualnych CeTA we Wrocławiu. Autorem płaskorzeźby jest Jacek Spychalski.[3]